# Пазарджик
Па́зарджик (болг. Пазарджик) — місто на півдні Болгарії, у центральній частині Горнофракійської низовини, північніше Родоп, на річці Мариця, за 110 км від Софії і 36 км від другого за величиною міста країни — Пловдива. Пазарджик заснований у 1485 році.

## Географія

### Розташування

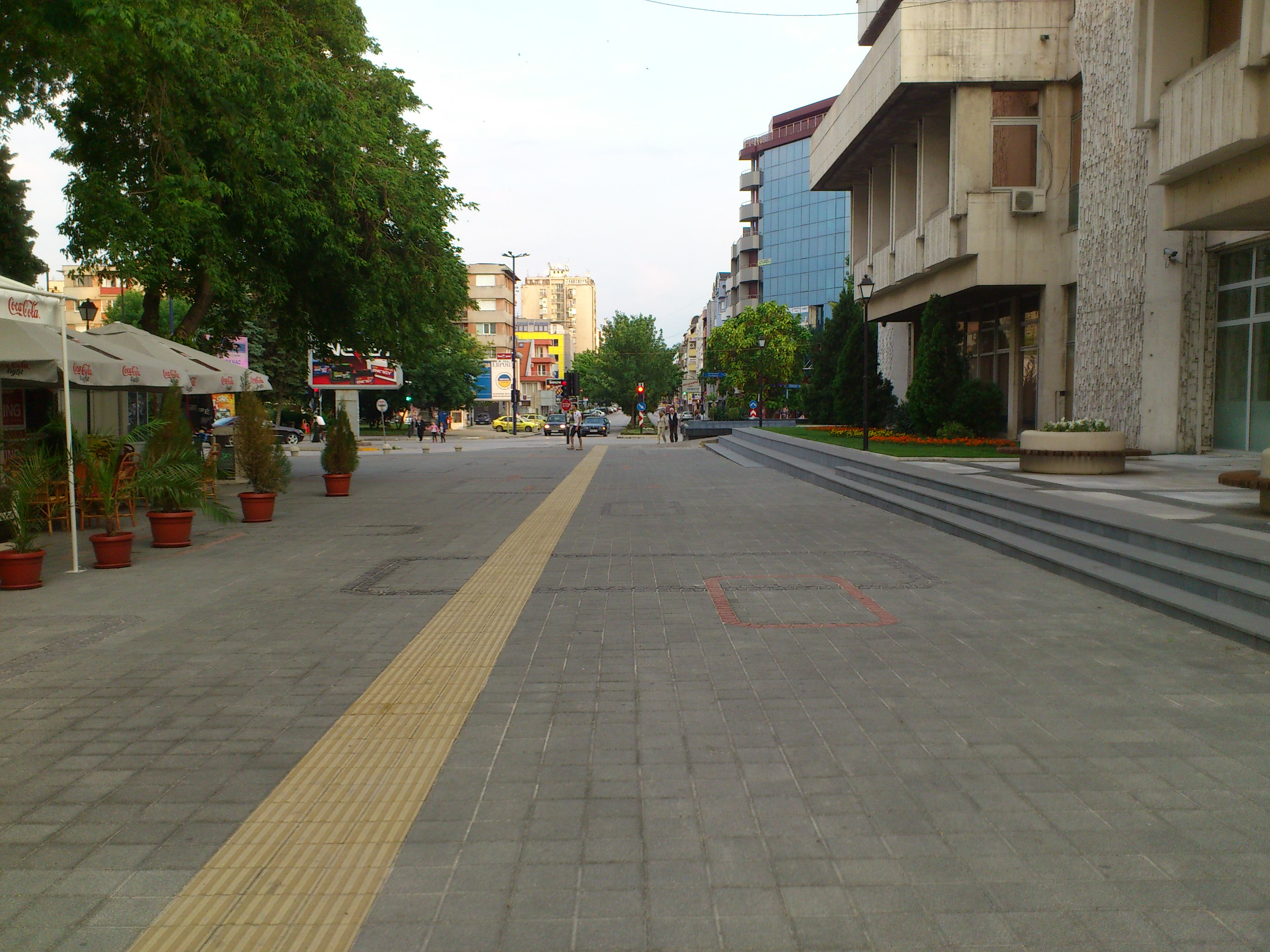
Центральна міська частина

Пазарджик розташований у західній частині Верхньофракійської низовини, частині загальної Пазарджик-Пловдивсько рівнини, на висоті 205 м. Спочатку місто розташовувалося на лівому березі Мариці. Після звільнення від турецького ярма воно почало рости і на правому березі річки. Пазарджик — рівнинне місто. Рівнина Пазарджика оточена Середньою горою на півночі і Родопами на півдні.
Відстань від Софії до Пазарджика становить 112 км, по шосе Фракія і 37 км до Пловдіва. Важливе значення має дорога до Панагюриште — 43 км, до — Стрелчи 40 км, до Печери і Батака — 35 км, до Велинграда і Ракитово — 41 км.

### Рельєф

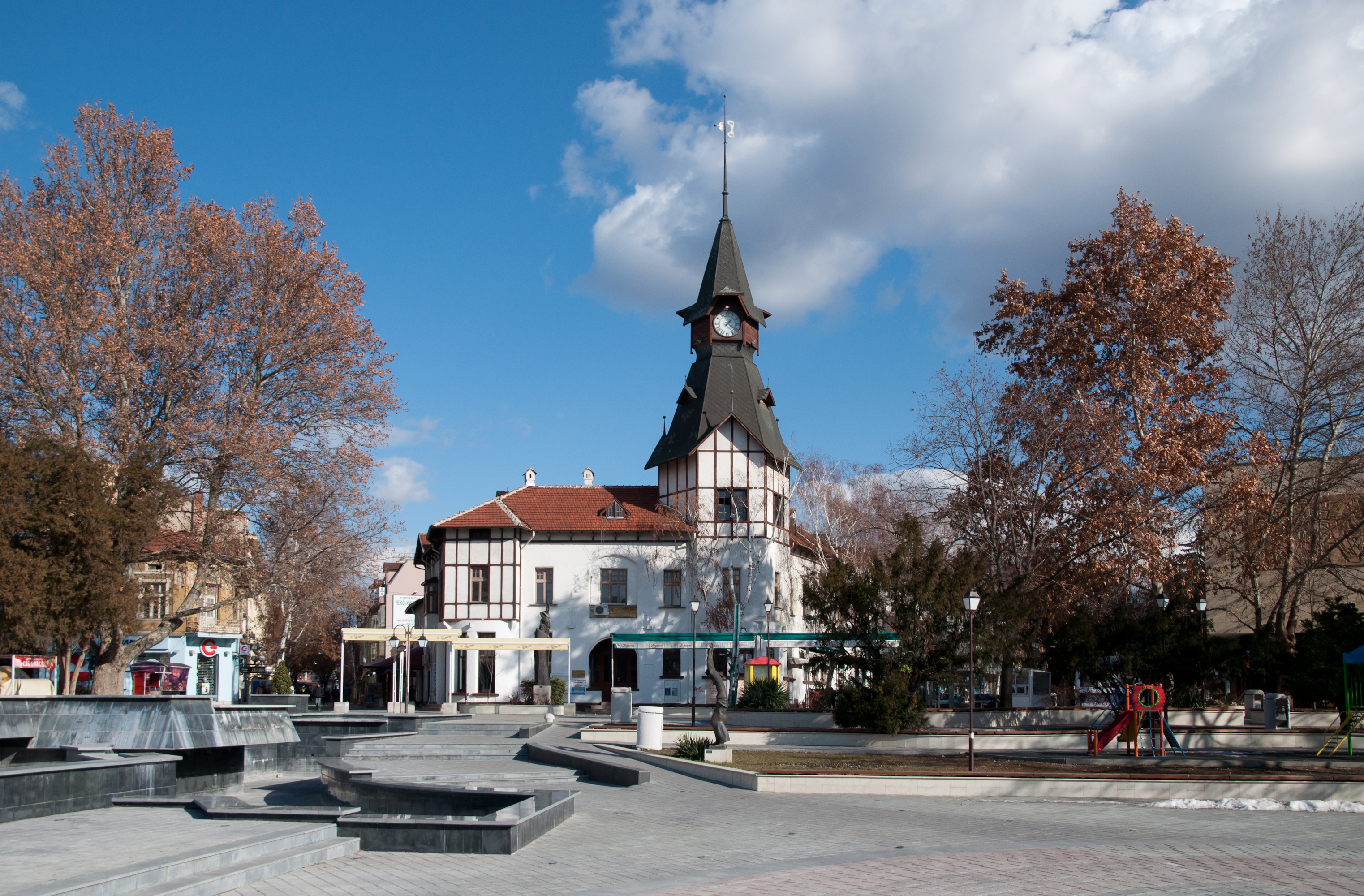
Стара пошта і годинникова вежа

Пазарджик є одним з небагатьох міст Болгарії, яке є з абсолютно рівним рельєфом без будь-яких перепадів на висоті 205 м на всій території населеного пункту, з дуже незначним зменшенням відмітки русла річки Мариця в південній частині міста. Поруч знаходиться Бесапарський кряж, де виявлені родовища вапняку. Недалеко від села Мокриште є багато курганів з часів фракійців. Найближчі гірські висоти знаходяться в Західних Родопах — близько 15 км на південь, на Рілах — близько 30 км на південний захід і на Середній Горі — близько 40 км на північ від міста. Пазарджик є частиною морфоструктури верхньофракійської низовини, яка є грабеновидною формою і має тенденцію опускатися — близько 2 мм / рік. Район заповнений алювіальними відкладеннями з затоплених терас Мариці та її приток.

### Води
На південному кінці Пазарджика — один з головних водних шляхів Болгарії — ріка Мариця.

### Клімат

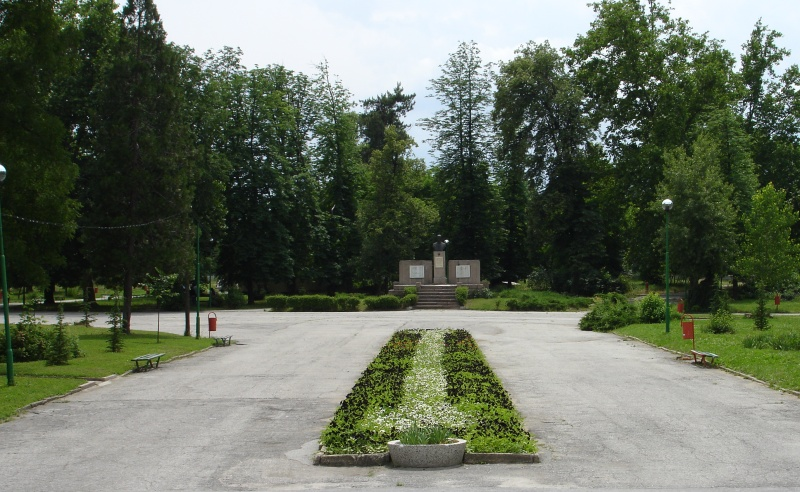
Алея в парку «Свобода» (до реконструкції)

Клімат міста перехідний між помірним і середземноморським кліматом. Він характеризується теплим і майже сухим літом і вологими і помірно холодною зимою. Середньорічна температура повітря 12,5 °С. Найтепліші місяці — липень і серпень із середньомісячною температурою 23-24 °C, а найхолодніші — січень і лютий при середньомісячній температурі 1 — 2 °C. Дні з температурою вище 32 °С становять близько 35 на рік.

## Назва
Тут мешканці навколишніх сіл періодично обмінювалися своїми товарами — «пазарували». Першими постійними мешканцями Пазарджика була група татар, адміністраторів і опікунів ринку, частина торговців-татар з Акерману, надіслана султаном Баязидом II (1481—1512) під керівництвом Сарахана в селі Саранбей (стара назва міста Септемврі) Так з'явилася первісна назва міста — Татар Пазарджик. Пазарджик — тюрко-перське слово. Суфікс «jikk» показує, що місто було невеликим ринком.
Мис Пазарджик на острові Сноу, Південних Шетландських островів називається на честь міста.

## Історія

### Заснування під османським правлінням
Найперша згадка про місто в історичних джерелах міститься в докладному реєстрі муфасала аканджита записані з 2 по 11 грудня 1472 р. У ньому місто описується під назвами Базар Йенидже-і-Татар та Базар Татар Йенидже, і був названий містом, що належить нахияту Филибе (Пловдив). Згідно з даними 1472 р. Пазарджик у рік свого будівництва був цілком мусульманським містом, у якому існувало близько 105 домогосподарств.
Пазарджик був заснований у 1485 році, як важлива станція на головній дорозі через Балканський півострів — Віа Мілітаріс, від Белграда через Ворота Траяна до Константинополя. Ця станція в Османській імперії була пов'язана з Боснійським або Адріатичним шляхом, що йшов із заходу, по маршруту — північ Македонії — Кюстенділ — Самоков — Момин прохід. З Пазарджика починався марицький водний шлях. Таким чином, місто було важливим перехрестям у найзахідній частині Верхньо-фракійської рівнини.
Спочатку Пазарджик розвивався на північі, де в 1540 році була побудована мечеть Ескі (тобто стара мечеть). Потім було побудовано ще 18 мечетей. Їх мінарети характерні для силуету плоского міста. З усіх мечетей сьогодні вижила лише мечеть Куршум та його найвищий мінарет.
У 1574 році великий візир Ібрагім Паша Дамат побудував найбільший турецький пам'ятник в Пазарджику — Куршум-хан(караван-сарай), розташований на головній дорозі міста (сьогодні вул. Костянтина Величкова). В ньому були склади, магазини, а також майстерні ремісників. Це один з найбільших караван-сараїв на Балканському півострові. Має вигляд двоповерхового кам'яного корпуса (зроблений з каменю) з олов'яним куполом, що займає площу 11 570 м 2. Турецький мандрівник Евлія Челебі свідчить, що він не ще бачив такої великої стайні на 2000 верблюдів, та стайні на 3000 жеребців, 70-80 будинків з гаремами. Цей будинок існував аж до визвольної російсько-турецької війни 1877—1878 рр., коли він був спалений. Після звільнення він був остаточно зруйнований.
Водопостачання було розпочато в 1748 р. за рахунок джерел в селі Івайло, в 5 км на північ від міста, Умісті було 43 фонтанів. Трубопровід і труби використовувалися до 1930 року.
Після у Пазарджику турецьке населення зросло, що поступово асимілювало татар. Пізніше приїхали ще юруки та інші тюркські племена скотарів. Тваринництво забезпечує багату сировину для виробництва хутра та шкіри. З другої половини XVII століття, коли почалося падіння османської влади, кількість турецького населення скоротилася. Багато османів загинули у війнах зі своїми європейськими ворогами, інші — жертвами таких хвороб, як чума та холера.
З середини XVI століття в місті почали поселятися болгарські християни з навколишніх сіл, які раніше відвідували місто лише заради ринку. У другій половині XVI століття, коли болгарське населення постійно заселялося в Пазарджику, місто розвивалося в західному напрямку, навколо церкви християнської церкви.
У другій половині XVII століття Пазарджик продовжував розвиватися на півночі; болгарська околиця Чиксалан, де була побудована церква «Святий Архангел».
Пазарджицькі торговці та ремісники беруть участь у багатьох ярмарках, особливо в Узунджові. Цікаво, що Пазарджик бере участь у міжнародній виставці в Парижі в 1855 році.
Пазарджик є одним з міст, які беруть найактивнішу участь у Відродженні Болгарії. Відродження міста почалося на початку останньої чверті XVIII століття, коли болгарин Дионісій Агатоникийський, народжений в селі Малкаданово біля Пазарджику, став єпископом Пазарджика. Разом з грецькою він ввів у церкву й болгарську мову. У школах також, крім грецької, викладають на болгарській мові.

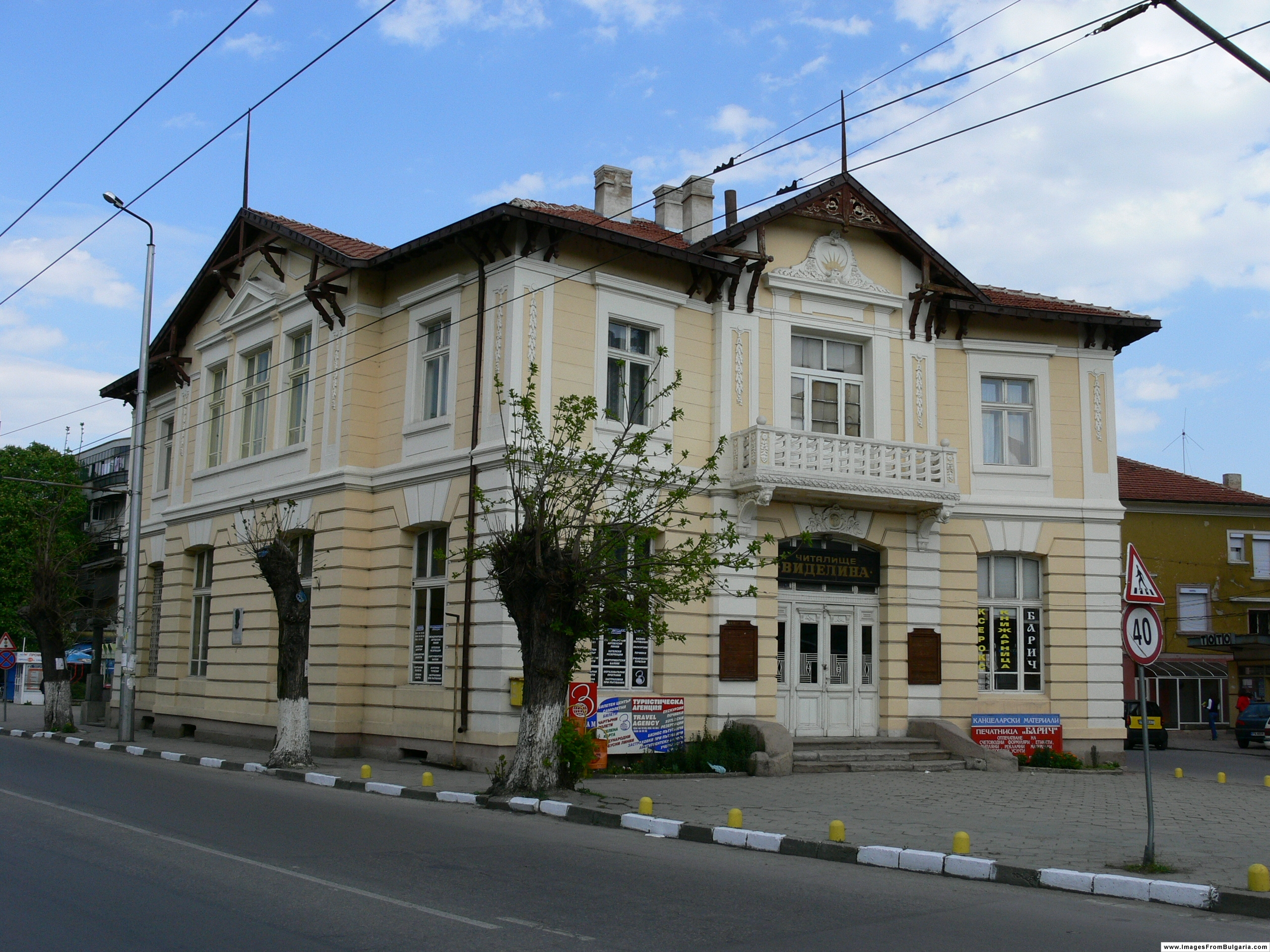
Громадський будинок «Виделина»

Церковна боротьба в Пазарджику завершилася перемогою 19 жовтня 1859 року, коли грецькі священнослужителі були вигнані з костелу Діви Марії, а літургія почала читатися тільки на болгарській мові.
У 1862 році було заснована громадська читальня «Виделина» («видело» — архаїчна форма «світла»), а 1870 — жіноче товариство «Просвета».
14 січня 1878 року Пазарджик був звільнений загоном командувача генерал-лейтенантом Йозефа Гурко. Завдяки Ованесу Соваджяну турецьке командування не виконало свого підступного і жахливого плану — обстріляти місто і знищити болгарське населення.

### Після звільнення
Турки покидають Пазарджик назавжди, залишаючи після себе напівзруйноване місто, бідність і голод серед населення.
20 січня 1878 за наказом російського командувача вибори проводяться таємним голосуванням для тимчасового міського управління. Першим тимчасовим мером Пазарджика і почесним громадянином міста стає Ованес Соваджян. Головою був обраний місцевий вчитель Іван Чунчев. Костянтин Величков стає головою адміністративної ради. У місті створено російсько-болгарський клуб, який займається освітньою діяльністю.
Після звільнення Пазарджик залишається містом виробництва рису, вина, конопель, тютюну та городини. Родючі крейдяні землі в долині річки Мариця і Топольница, якими колись володіли турецькі фермери, стали власністью багатіїв міста.

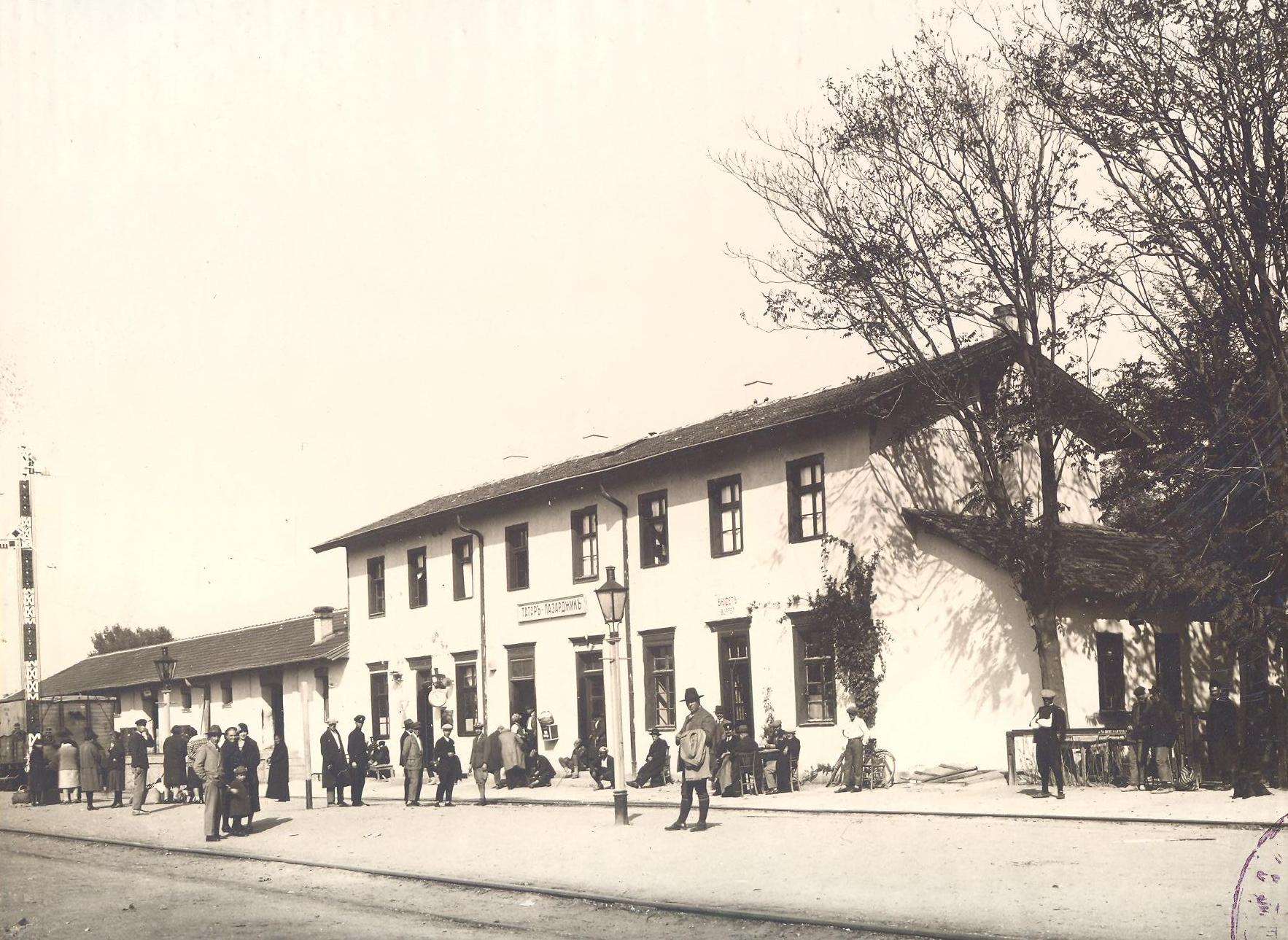
Залізнична станція в 1928 році

## Населення
Кількість населення за переписами деяких років:
- 1887 — 15 659 чоловік
- 1910 — 18 098 осіб

Згідно з першим переписом, проведеним в Болгарії після вступу Болгарії до ЄС у 2011 році, респонденти вперше мали можливість добровільно відповісти на питання етнічної та релігійної приналежності, а також щодо рідної мови. Так, у Пазарджику на запитання про етнічну приналежність відповіли лише 66 397 осіб, з них 57 342 — як болгари, 4822 — як турки, 3423 — роми, 325 — що вони мають іншу етнічну приналежність (вірмени та інші).

## Релігія

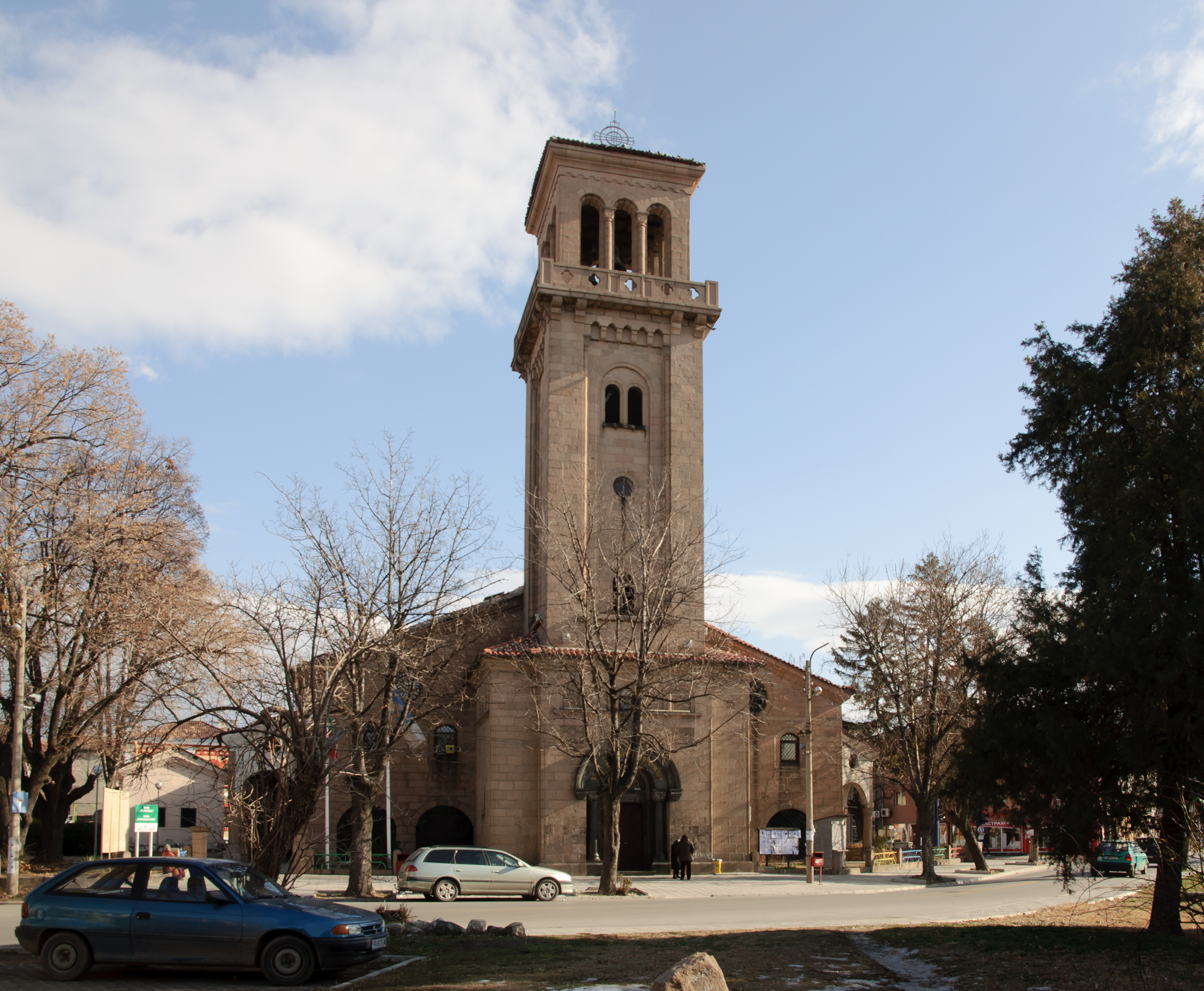
«Свято-Успенська Богородська церква» (1837)

У місті переважає християнське населення східної православної групи. Соборною церквою міста є Успенська Богородська, побудована в 1836—1837 роках Цікаво, що це найбільша болгарська церква відродження.
Деякі з циган є християнами та інші — мусульмани, багато з яких змінюють свою конфесію та ідентичність протягом багатьох років.
Інші християнські храми:
- «Св. Петка» 1852 року
- «Св. Архангела Михаїла», збудований в 1860 році і освяченого в 2003 році.
- «Св. Преображенський», побудований в 1862 році
- «Св. Кирила і Мефодія», побудований в 1872 році
- "«Св. Костянтин і Олена», побудований в 1873 році
- «Св. Георгій Побідоносець», найновіший храм, другий за величиною храм у місті, освячений у 2003 році.

Не так мало інших типів християнства — це п'ятидесятницька церква — оплот серед циганського населення та адвентистська церква, а також громада Вірменської Апостольської Церкви, євангельська церква, була створена в 1886 році.
У Пазарджику є також мусульмани і євреї, які мають храми — «Куршум мечеть», маленьку і велику синагогу.

## Політика

### Мер

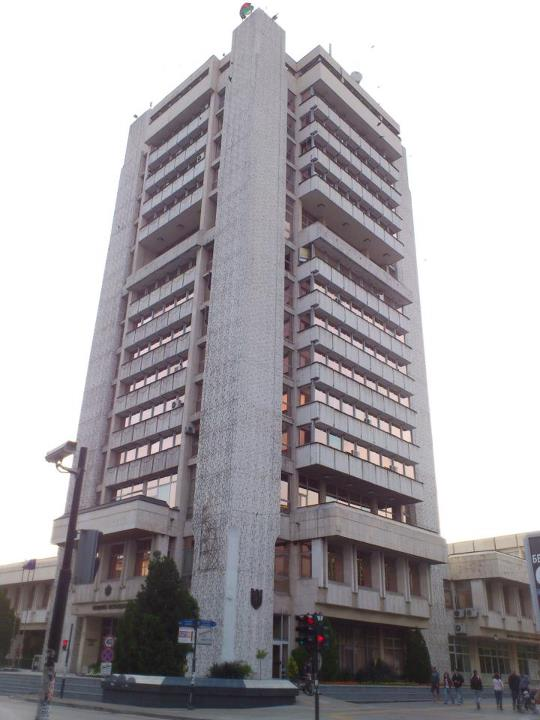
Ратуша

Виконуючим обов'язки мера міста Пазарджика є Тодор Попов, обраний у 2007 році і переобраний відповідно на другий та третій терміни у 2011 та 2015 роках.

### Міська рада
Міська рада Пазарджика на мандат 2015—2019 років включає 17 представників Коаліції «Тодор Попов для Пазарджика», 8 — ГЕРБ, 5 — БСП, 4 — коаліція «Союз Пазарджика» і «Національний фронт порятунку Болгарії», «Народний Союз».

## Економіка та інфраструктура

### Торгівля
Місто має філії багатьох торгових мереж:
- спортивних товарів — Adidas, Bulldozer, Monica Sport
- техніки — Технополіс, Техномаркет, Зоря.
- продуктів — Кауфланд, Білла, Ліддел, Таріта, Ідея.
- дитячих товарів — Hypoland.
- меблів — Явор, Діамант, Івелі.

У центрі міста побудований торговий центр Central Mall (колишній ГУМ), а в промисловій зоні розташовані багато складів для оптової торгівлі.

### Транспорт
Автобусні та залізничні станції розташовані на південній околиці міста. Міська транспортна мережа в Пазарджику складається з 16 автобусних ліній (1, 2, 3, 4, 5, 6, 7, 8, 9, 10, 11, 12, 13, 13А, 14, 14А) і 6 тролейбусів (1, 1E, 2, 2E, 4, 5), що охоплюють найважливіші райони міста. Новий тролейбусний маршрут буде побудований на сході міста, лікарні та промисловій зоні. У 2014 році була побудована і відкрита нова автобусна станція на місці колишніх казарм, на південь від центрального мосту через річку Марицю і в 1 км на північ від залізничного вокзалу.

## Освіта та наука
У місті два вищі навчальні заклади (ВНЗ сільськогосподарський коледж, початковий колежд та філія Пловдивського університету «Паісій Хилендарський», 4 початкові школи, 7 загальних шкіл, 4 середні загальноосвітні школи, 10 спеціалізованих гімназій, 1 міжшкільний центр професійної підготовки після 6-го і 7-го класів і єдиний дитячий комплекс для позакласних форм.

## Культура та пам'ятки

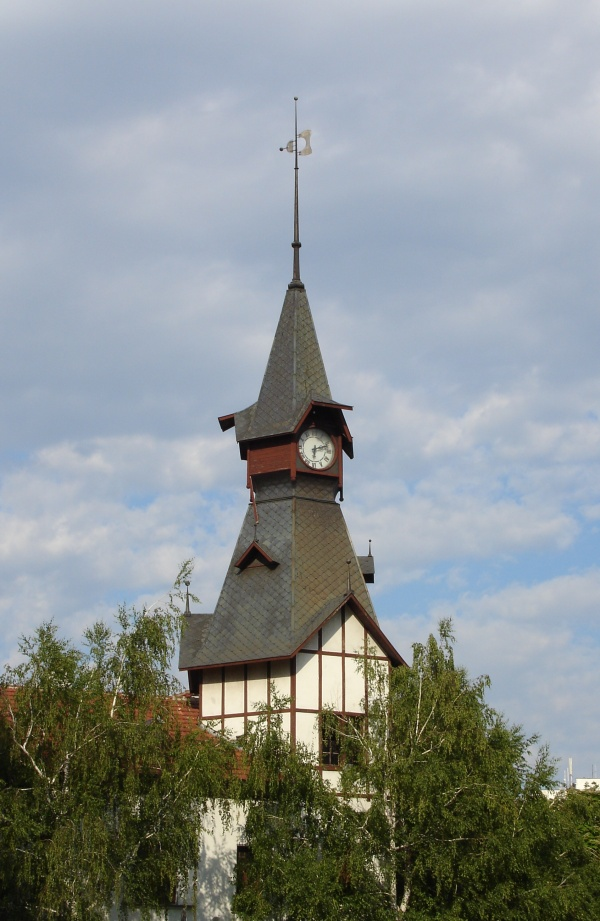
Стара пошта та годинникова вежа

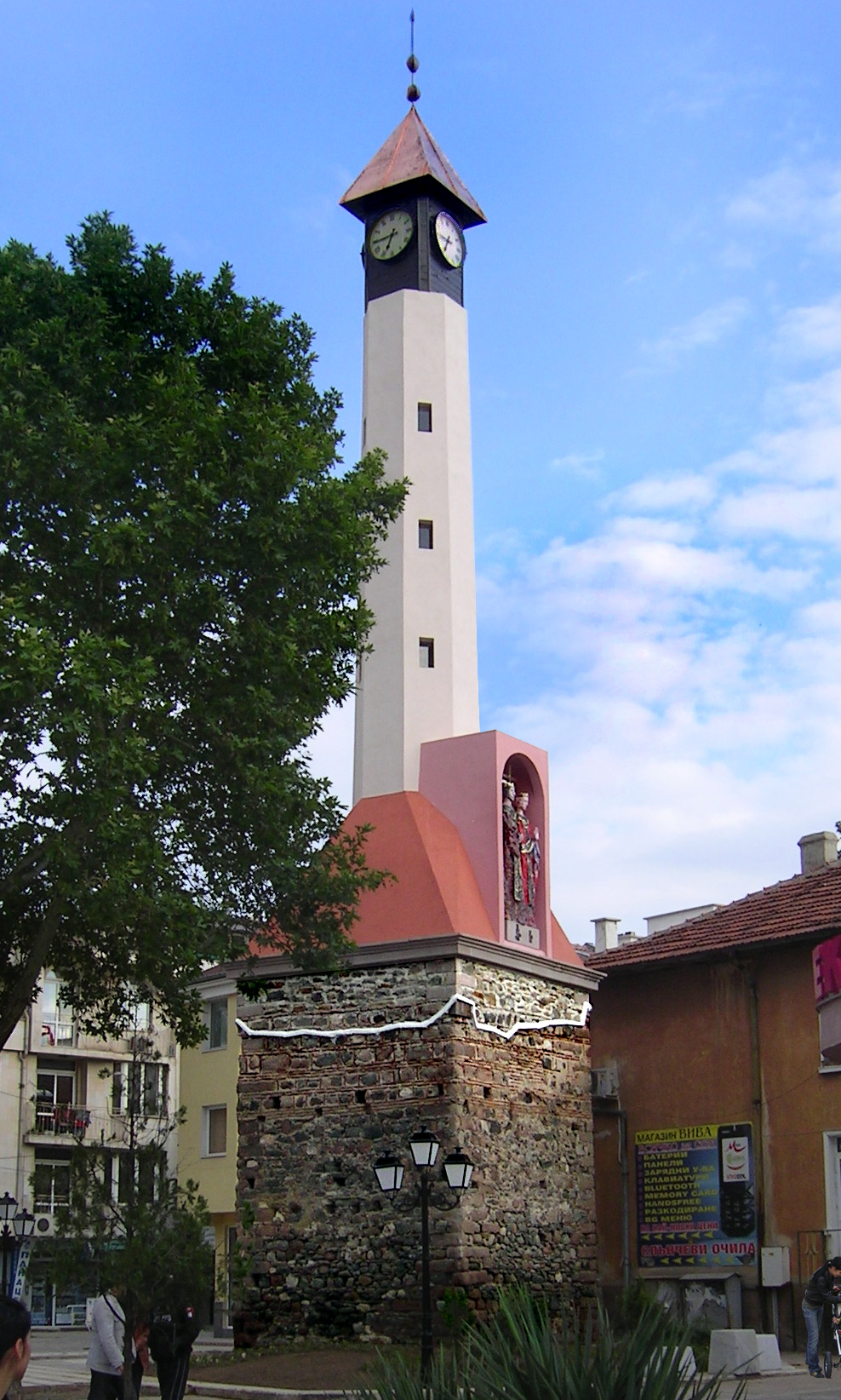
Друга годинникова башта в місті, колишня римська церква

- У Пазарджику розташовані наступні пам'ятки з 100 національних туристичних об'єктів Болгарського туристичного союзу:

- Соборна церква «Свято-Успенська»
- Історичний музей — Пазарджик та Художня галерея ім. Станіслава Доспевського
- Будинок-музей Станіслава Доспевського

- Стара пошта з годинниковою вежею
- Драматично-ляльковий театр «Костянтин Величков»
- Етнографічна експозиція Регіонального історичного музею
- Будинок-музей Костянтина Величкова
- Парк-острів «Свобода» (відомий як «Острів»)
- Башта з годинником
- Бібліотека «Никола Фурнаджиєв»
- Громадський будинок «Виделина»
- Громадський будинок «Христо Ботев»

### Драматично-ляльковий театр «Костянтин Величков»

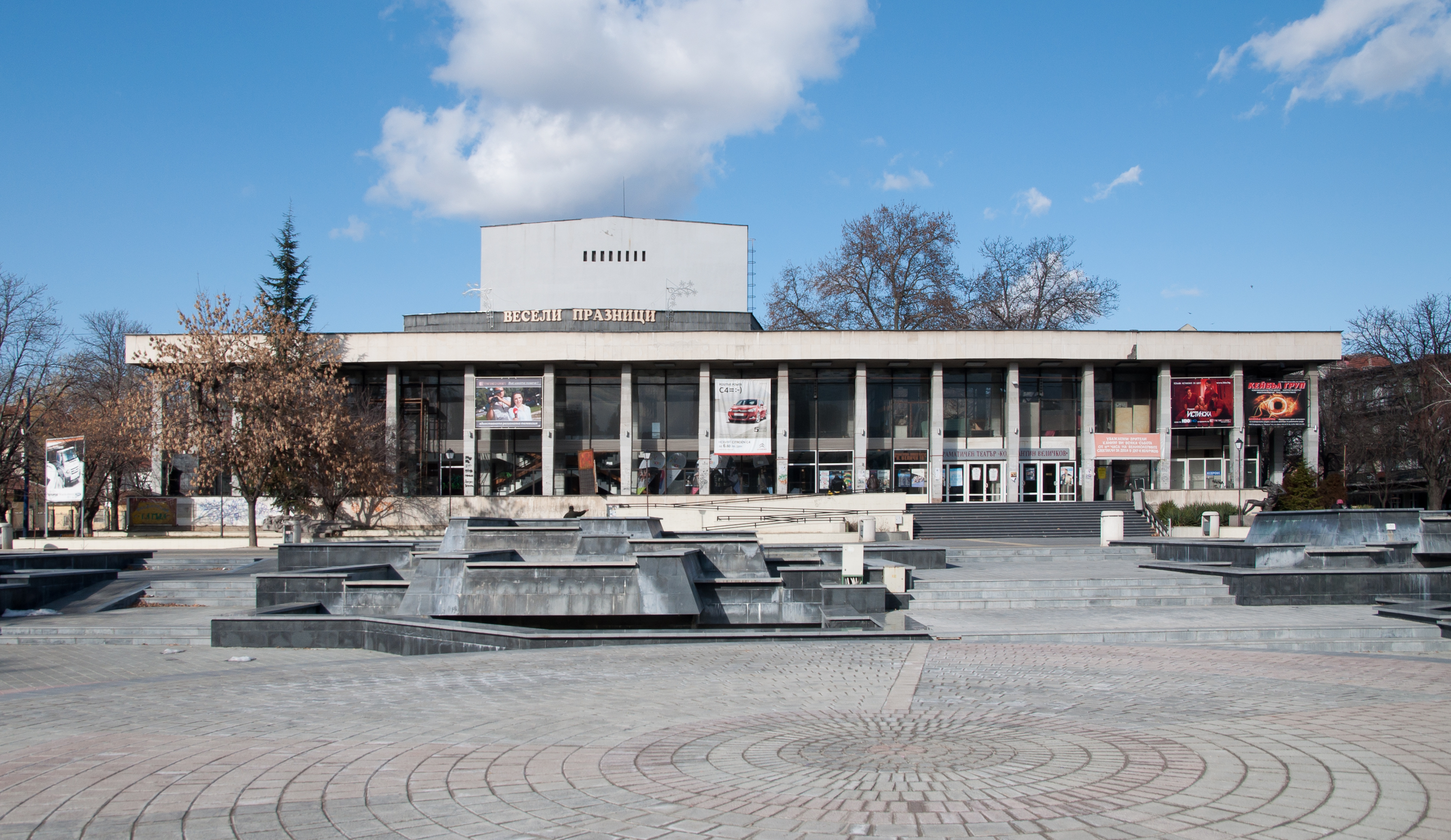
Драматично-ляльковий театр «Костянтин Величков»

Місто є домом для одного з найстаріших театрів в країні, побудований за рахунок коштів, які добровільно збиралися громадянами. Сьогодні театр об'єднаний з ляльковим театром під назвою Драматично-ляльковий театр Костянтина Величкова.

### Регіональний історичний музей

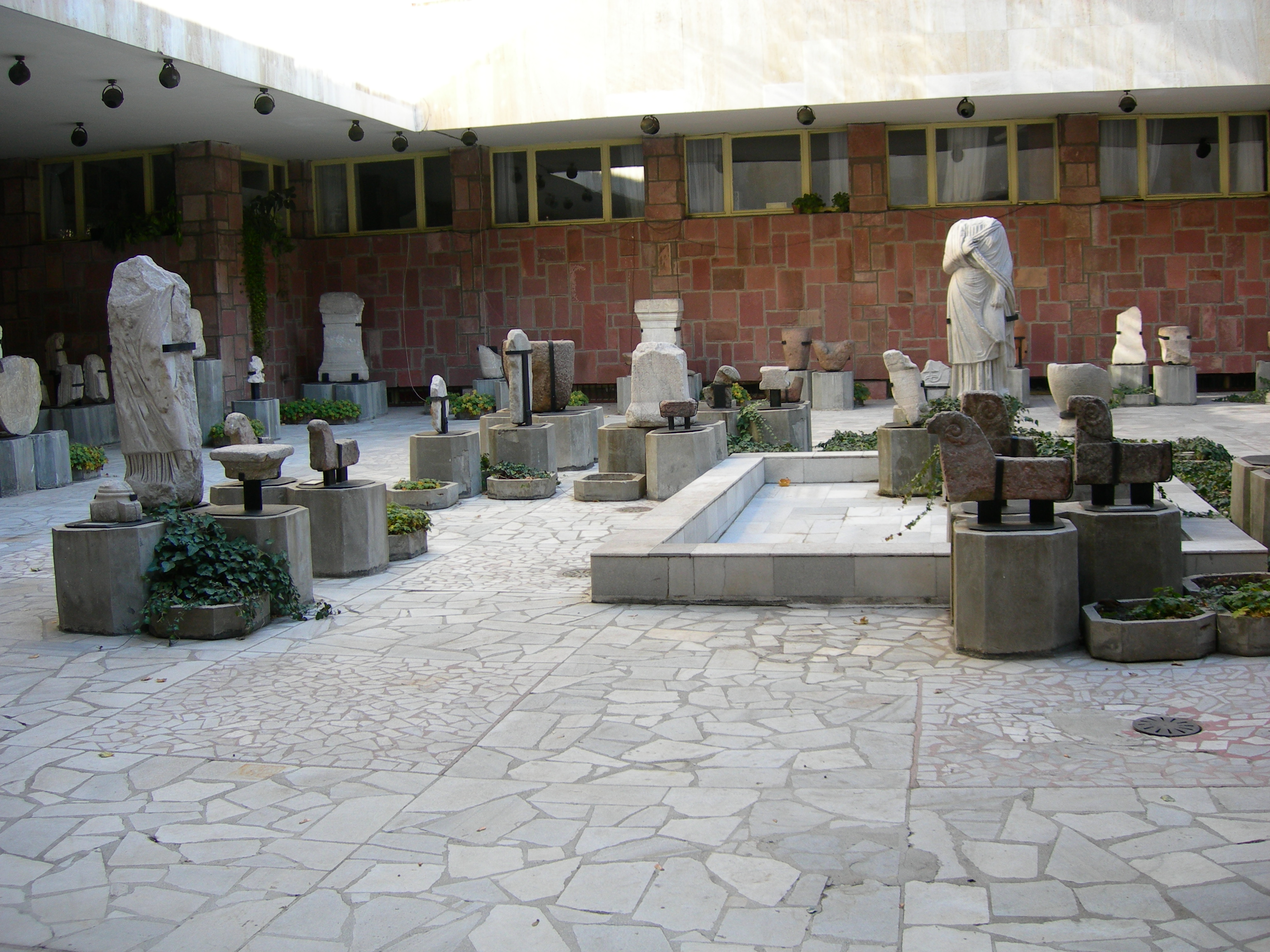
Експозиція в музеї

Музей історії Пазарджика — один з провідних і найстаріших музеїв Болгарії. Він був заснований в 1911 році. У 2000 році він був перетворений в Обласний (регіональний) історичний музей. Згідно профілю, музей має такі основні відділи: археологія; історія Болгарії 15 — 19 ст.; етнографія; нова історія; новітня історія; фонди та наукові архіви; зв'язки з громадськістю. Історичні експозиції знаходяться в спеціально побудованому будинку площею 1200 м 2. Музей має власну спеціалізовану бібліотеку, реставраційну майстерню і фотолабораторію, має стенд для продажу рекламних матеріалів і сувенірів, кафе.

### Художня галерея «Станіслав Доспевський»

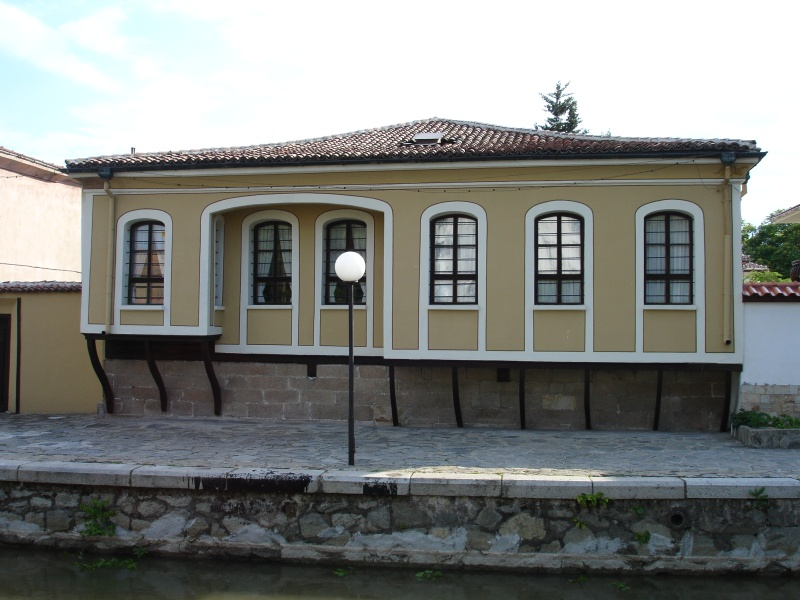
Будинок-музей Станіслава Доспевського

Художня галерея Станіслава Доспевського була заснована в 1966 році. Вона носить ім'я ренесансного художника і громадського діяча Станіслава Доспевського (1823–1878), який працював у сфері портретного жанру. Нинішня будівля галереї була відкрита в 1980 році. Пізніше (1911 р) тут розташувався обласний історичний музей. Загальна площа виставки — 800 м 2. Художній фонд галереї перевищує 10 000 робіт.

### Будинок-музей «Костянтин Величков»
Будинок Костянтина Величкова (1855–1907) — видатного діяча національного відродження, активного учасника національно-визвольної боротьби, політика у пост-визвольній Болгарії, поета, письменника, перекладача і художника.

## Відомі уродженці
- Борис Ґоджунов — популярний естрадний співак 1960-х років
- Артур Артінян  — американський літературний критик
- Асен Красновський (1891—пом. невідомо) — болгарський військовий
- Юсов Федір Сергійович (1980) — український художник
- Стефан Захарієв (1810—1871) — Відродження, освічений актор
- Костянтин Велічков (1855—1905) — Відродження, поет, політик
- Іван Батаклиєв (1891—1973) — географ, історик
- Нікола Фурнаджиєв (1903—1968) — поет
- Вірджинія Здравкова (1971) — модельєрка
- Димитр Байнінкін (1962) — актор

## Міста-побратими
Пазарджик, як і багато сучасних міст має економічні, культурні та інші зв'язки з містами-побратимами. На сьогодні містами-побратимами Пазарджика є:
| Країна   | Місто      |
| -------- | ---------- |
| США      | Вест-Бенд  |
| Росія    | Ставрополь |
| Росія    | Чехов      |
| Росія    | Москва     |
| Білорусь | Борисов    |

## Галерея

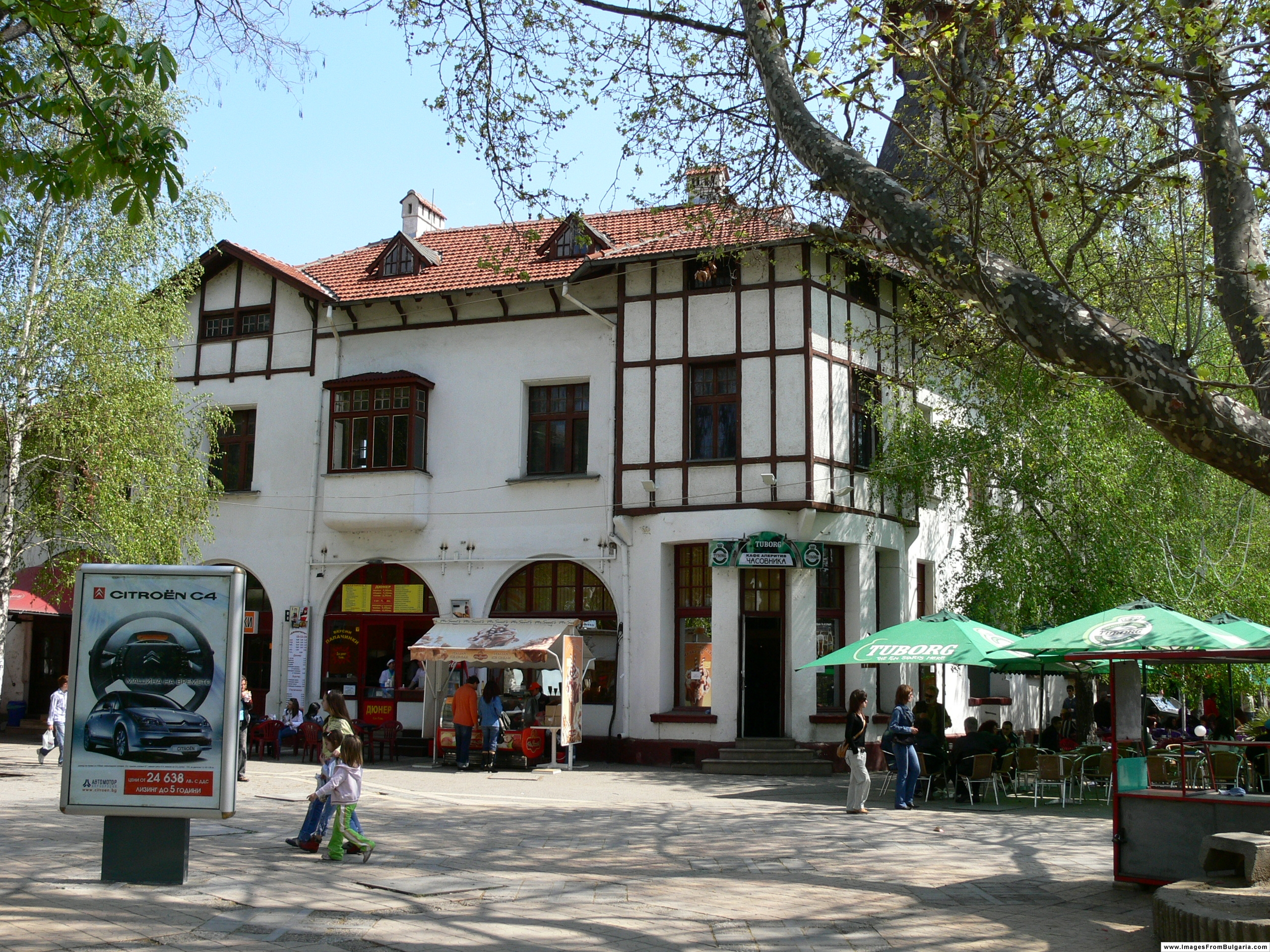
Стара будівля пошти
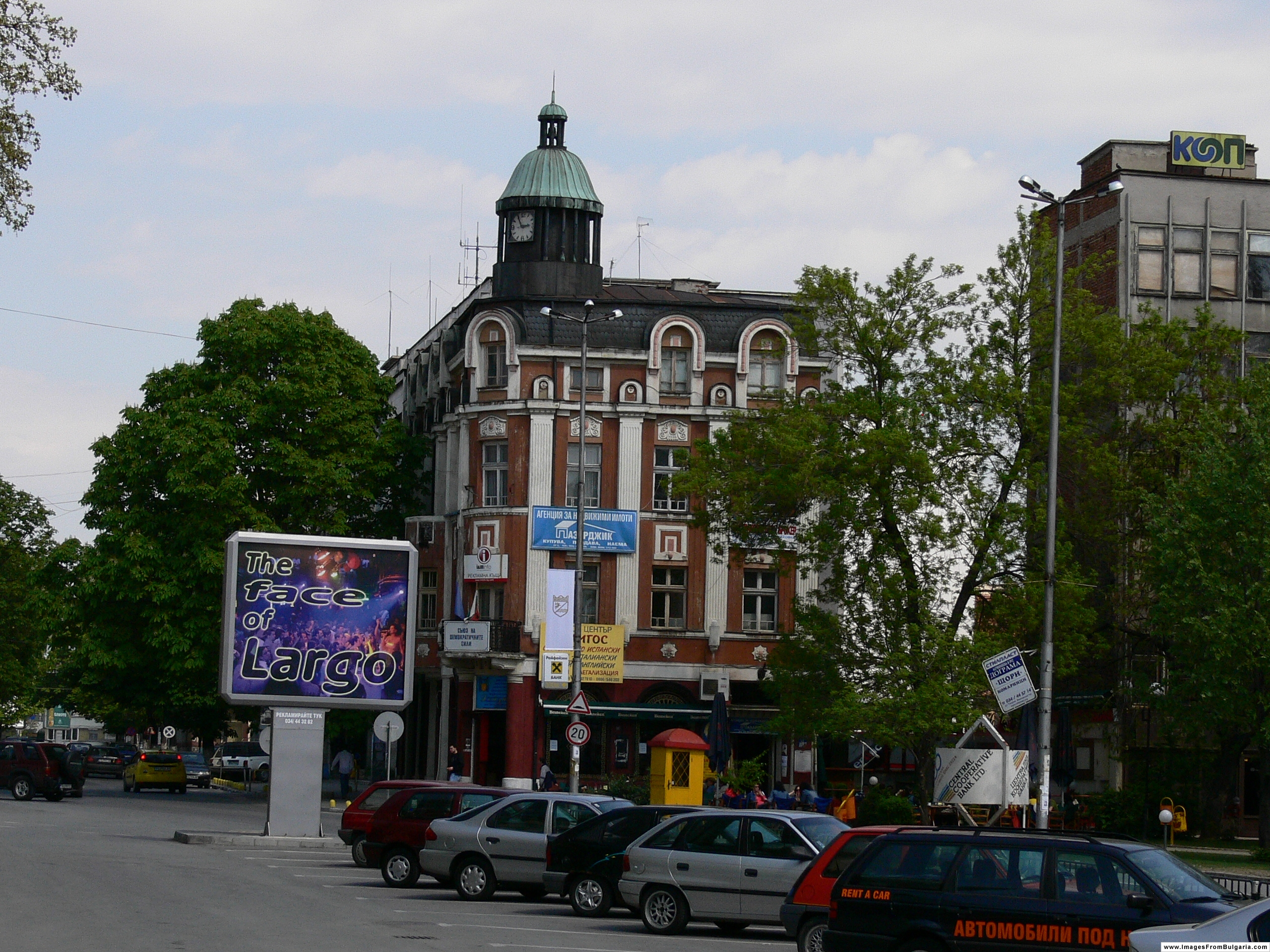
Одна із вулиць міста
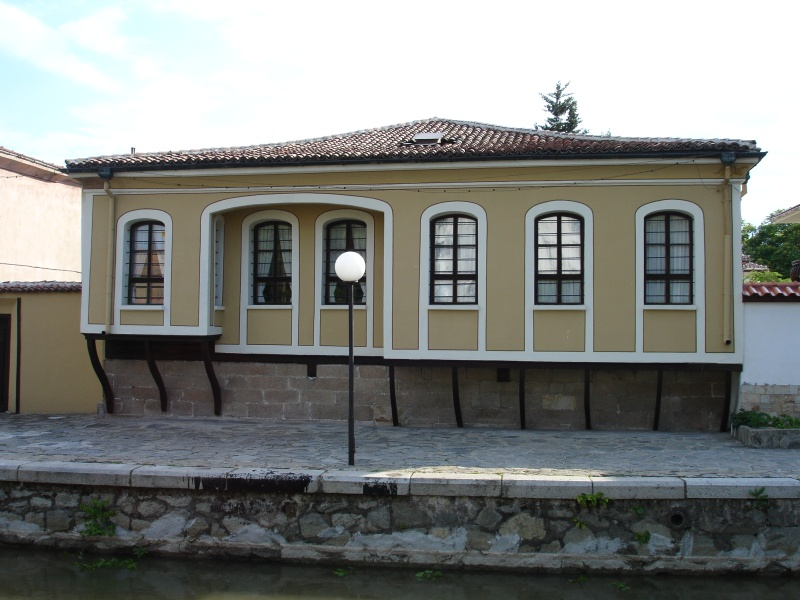
Будинок Станіслава Доспевскі
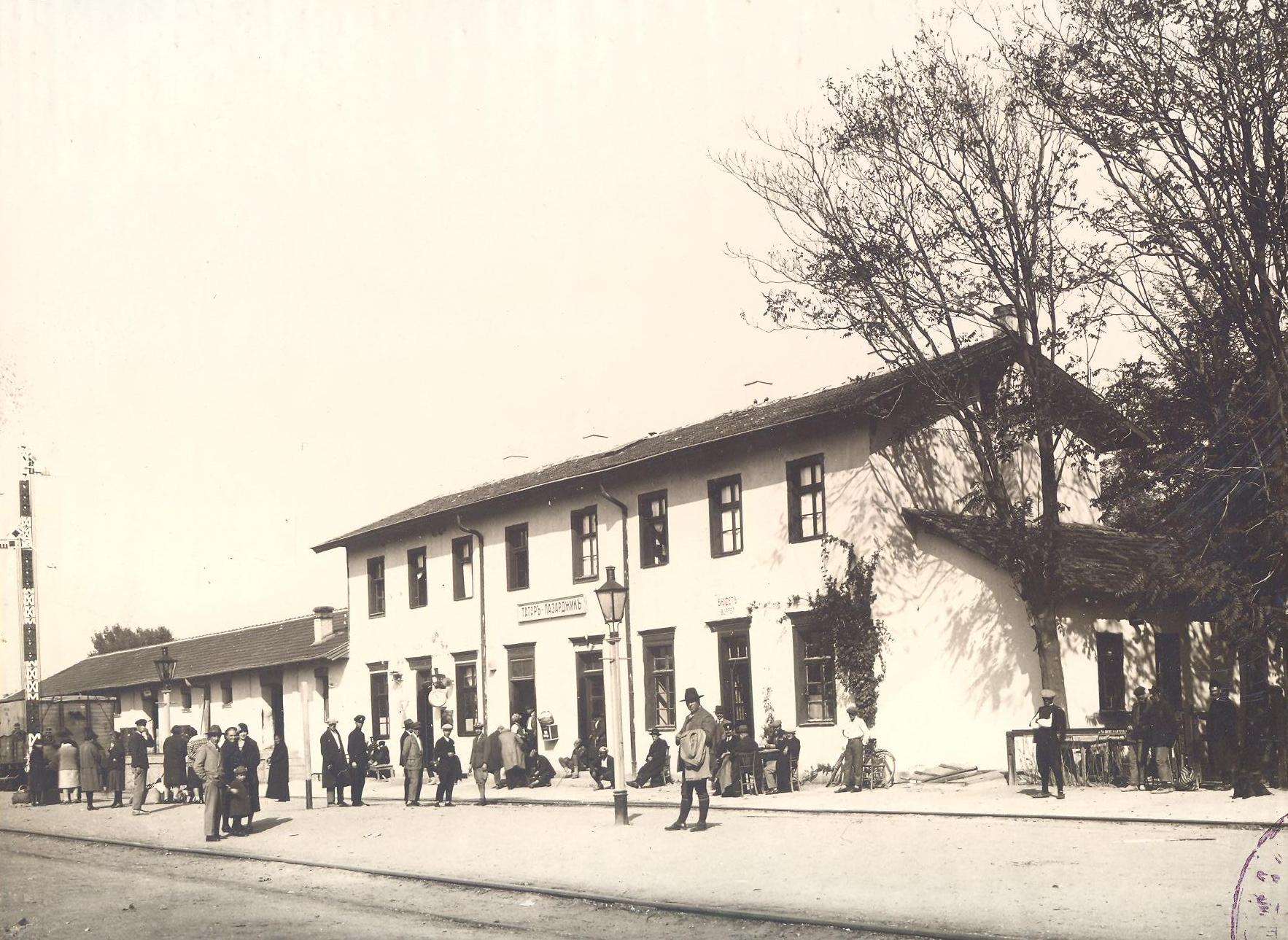
Вокзал, 1928